# ラグー・ポテンティーノ
ラグー・ポテンティーノ（伊: ragù potentino、「ポテンツァ風ラグー」）は、ポテンツァ市の伝統的な複数の食肉を使ったラグー。別名には、ンドルッペケ（ポテンツァ方言: 'ndruppeche〈伊: inttopo：障害物、伊: inciampo：邪魔〉）がある。
このソースの名前は、使われた料理を食べると、その中に入っている小さな肉片に「つまずく」という比喩的な意味を示している。

## 調理法
ンドルッペケまたはラグー・アッリントッポは塊の牛肉（すね肉が一般的）と豚肉（サラーメ・ペッツェンテとして）をニンニクの一片とともにオリーブオイルで炒めることから調理が開始される。このように調理された肉は、トマトソースを加えて数時間煮込まれる。ラムや、ウサギや家禽などの白肉が加えられることも多い。このソースの特徴的な香りは乾燥赤唐辛子粉とフェンネルシードで香り漬けされ、軽く燻製された非常に脂っこいサラーメ・ペッツェンテに由来する。

## 使われ方
この種類のラグーは南イタリアの食の伝統に則って卵を使わない生パスタと合わせられ、典型的なバジリカータ料理の形式となる。パスタとしてはフジッリ、フェレッティ、ストラッシナーティなどがよく使われる。代表的な料理としてはフェレッティとストラッシナーティを混ぜたものをンドルッペケで味付けしたものとなる。。このラグーの調理に際しては、通常は生、乾燥、ないし油漬けの唐辛子が香り漬けに加えられ、謝肉祭期間の伝統では擦りおろしたホースラディッシュの根が添えられる。